# Mars-Oase
Koordinaten: 71° 53′ S, 68° 15′ W
Die Mars-Oase ist eine artenreiche antarktische Oase auf der westantarktischen Alexander-I.-Insel. Das von Tümpeln durchsetzte Feuchtgebiet liegt an der Einmündung des Mars-Gletschers in den George-VI-Sund am Fuß der Two Step Cliffs.
Das UK Antarctic Place-Names Committee benannte sie 1994 in Anlehnung an die Benennung des benachbarten Gletschers. Dieser ist nach dem Planeten Mars benannt.